# Каяк

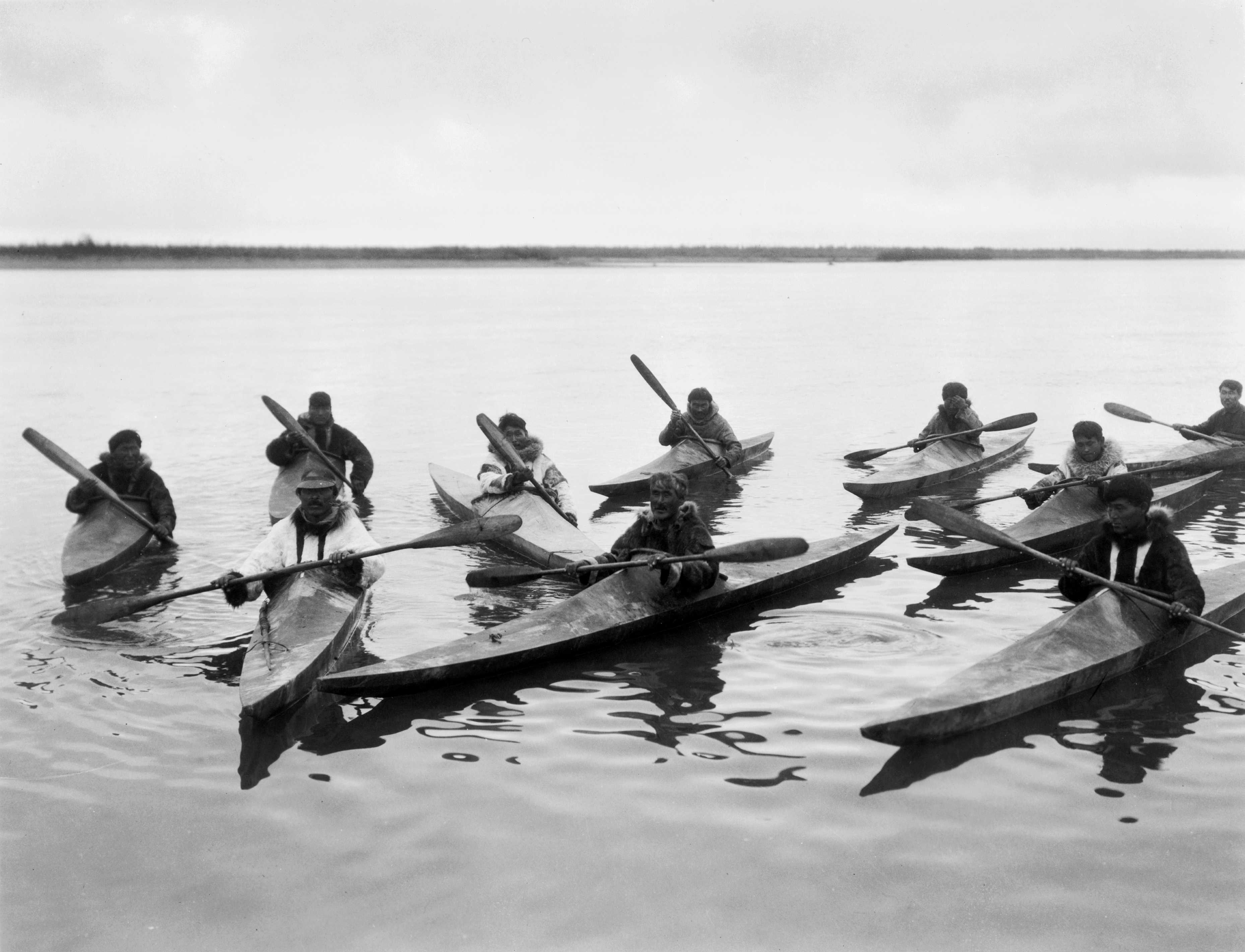
Ескімоси на каяках, Ноатак, Аляска. Фотографія Едварда С. Кертіса. 1929 рік

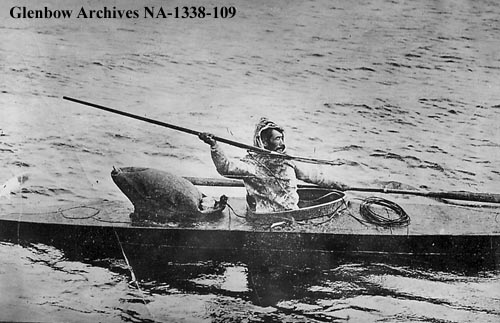
Мисливець інуїт в каяку з гарпуном

Кая́к — вузький і довгий мисливський човен у народів півночі (ескімоси, алеути, чукчі, інуїти та ін.), сформований з каркасу з тонких дерев'яних або кістяних планок, обтягнутих шкурами моржів, тюленів або нерп, що залишали зверху отвір для гребця — т. зв. «кокпіт».. Для приведення каяка в рух використовують весло з лопатями на кожному кінці. Використання такого двостороннього весла є характерною відмінною ознакою техніки плавання на каяку порівняно з каное, весло для якого має одну лопать.
Каяки будувались довжиною до шести метрів і використовувався для переслідування морського звіра. В XXI столітті існують моделі туристичних і розважальних каяків, виготовлених з різноманітних сучасних матеріалів.

## Термін
Назва каяк походить через посередництво західноєвропейських мов (англ. kayak, нім. Kajak) від інук. ᖃᔭᖅ, а похідне каякінг («каяковий спорт») — від англ. kayaking.
У сучасному вжитку «каяками» називаються як традиційні човни народів Півночі, так і спортивні аналогічної конструкції і з такими ж дволопатевими веслами. Проте, в «радянській» українській мові «каяками» називали тільки традиційні мисливські човни, то ж про «каякові мандрівки» можна було почути хіба що від галичан, а сучасні спортивні човни аналогічної конструкції називалися виключно «байдарками».

## Типи каяків
Усі сучасні каяки прийнято поділяти на 2 основні типи:
1. каяки, де веслувальник сидить всередині каяка — каяки sit-in (від англ. sit-in, що дослівно означає «сидіти всередині») та
2. каяки де веслувальник сидить зверху, ніби НА каяку — каяки sit-on-top (від англ. sit-on-top, що дослівно означає «сидіти зверху»), які з'явилися доволі недавно, але вже встигли завоювати велику популярність, особливо в теплих широтах.

## Каяки Sit-in
Каяки sit-in — це традиційні каяки, у яких гребець (веслувальник) розташований наполовину всередині корпусу каяка, ноги каякера «заховані» під палубою каяка всередині.
В залежності від особливостей конструкції виділяють такі види та підвиди каяків:

### Каркасні каяки (байдарки)

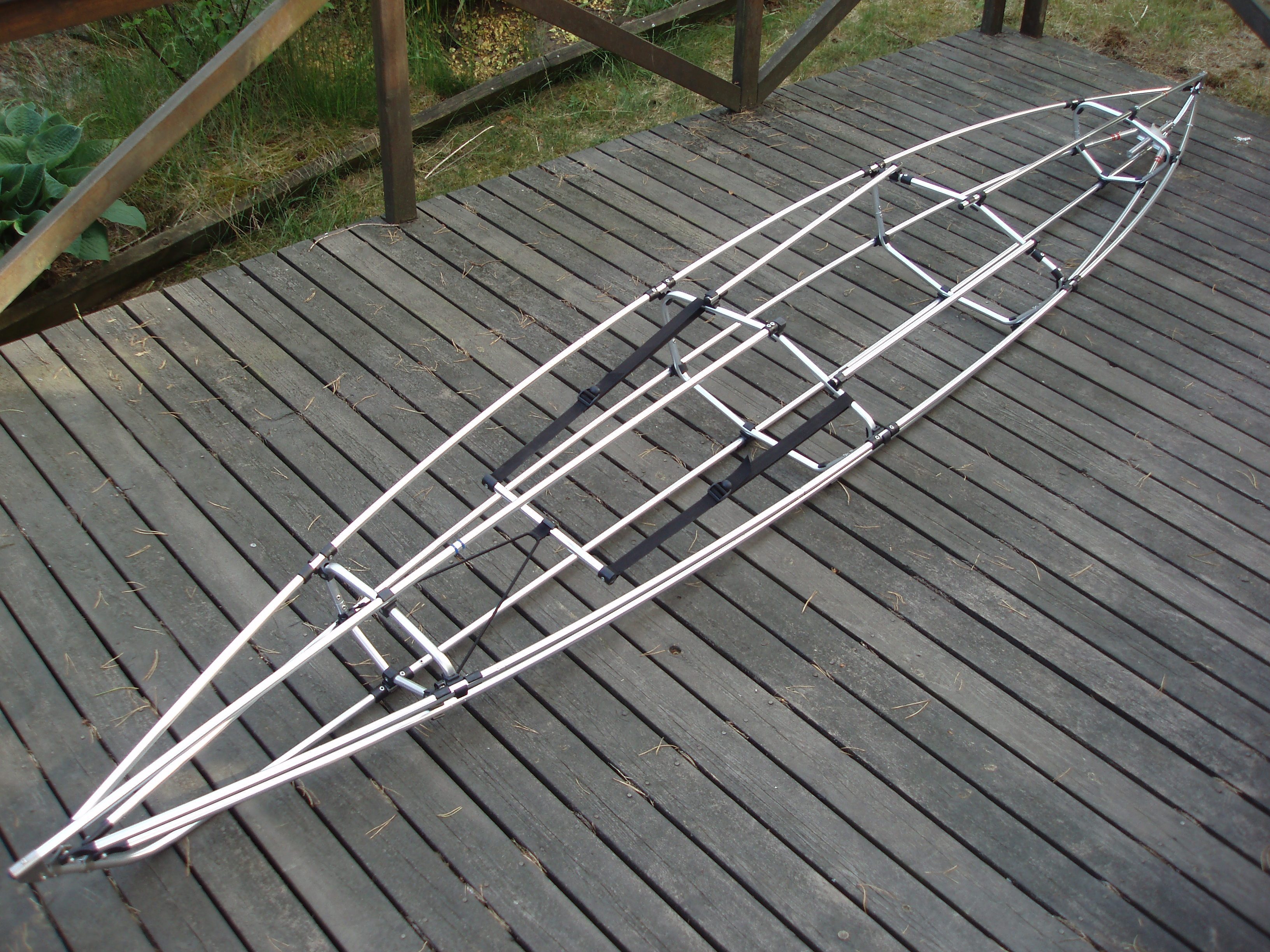
Каркас розбірного каяка (байдарки)

Розбірні, або каркасні каяки — власне їх прийнято називати «байдарками». Зазвичай каркасні байдарки, складаються із міцного і легкого металевого або дерев'яного каркаса та «шкури», яка натягується на каркас. Сьогодні функцію шкури виконують синтетичні матеріали, які є довговічнішими та не потребують такого ретельного догляду. Головним призначенням каркасних байдарок є, як і у їх історичних попередниць — перевезення значних вантажів на великі відстані по спокійній воді.

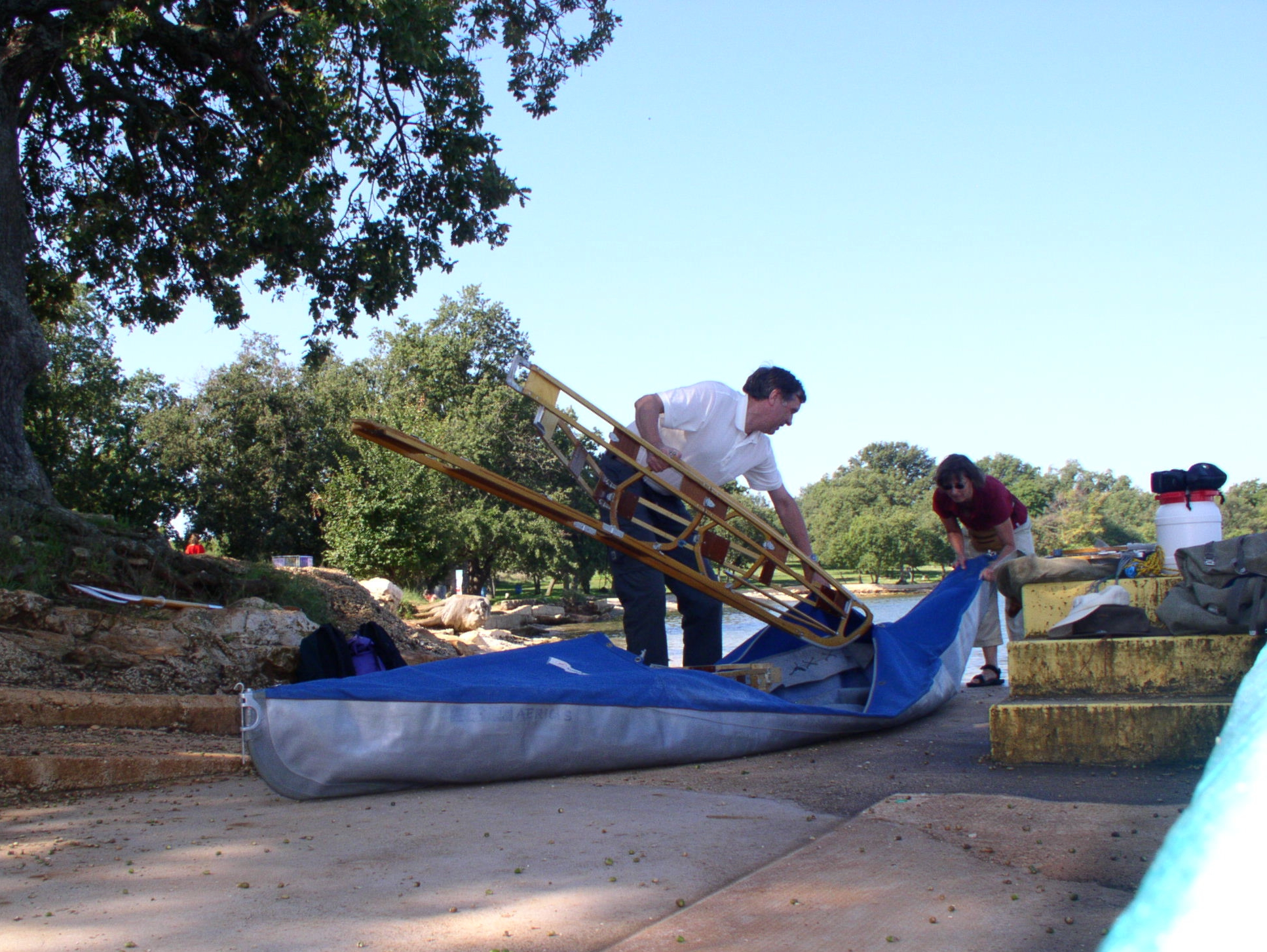
Складання каркасного каяка

Беззаперечною перевагою каркасних байдарок є можливість їх компактного складання, зберігання та перевезення, однак на цьому, начебто усі переваги і закінчуються. Для того щоб зібрати каркасну байдарку та підготувати її до спуску на воду одній особі потрібно в середньому від 0,5 до 1 години часу або більше, залежно від досвіду байдарочника та моделі байдарки, яка використовується.
Інша загальна для каркасних каяків проблема — це забезпечення симетричності розташування носової та кормової частин каркаса відносно оболонки (шкіри), тут має значення те, як пошита шкіра байдарки.

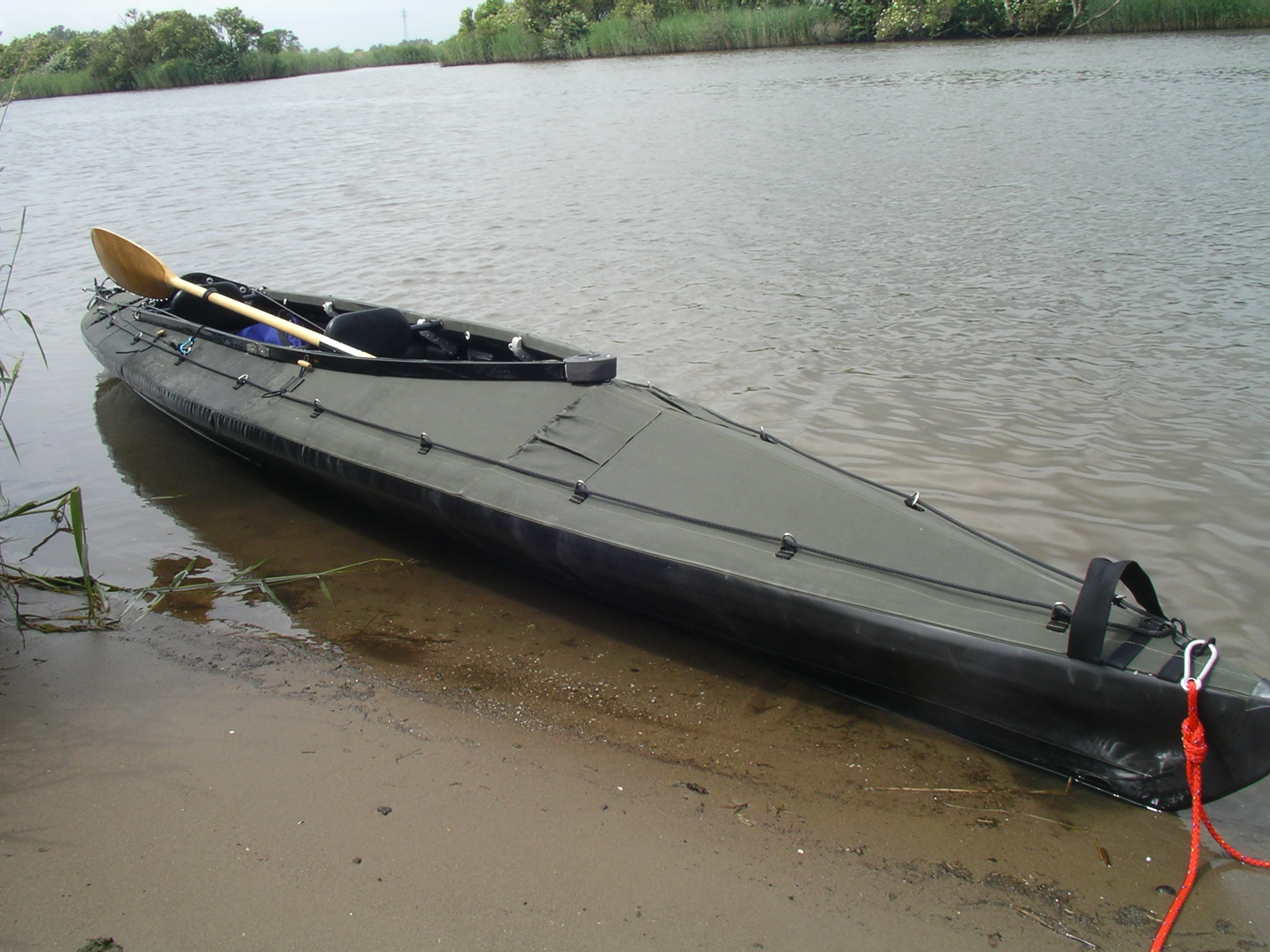
Каркасний каяк в зібраному вигляді

Третьою проблемою каркасних байдарок є їхня «неуніверсальність»: каркасна байдарка не є плавзасобом для бурхливої води. Вона недостатньо «живуча» — контакти з камінням є позаштатними випадками експлуатації і практично завжди призводять до ушкодження оболонки, а на бурхливій воді контакту з камінням уникнути неможливо.
Каркасні байдарки недостатньо непотоплювані — у них немає герметичних камер, як у сучасних пластикових каяків. Вони недостатньо керовані — доволі великі габарити і низька вільна посадка веслувальника не дають можливості задіяти усе тіло в керуванні каркасною байдаркою.
Якщо проти зіткнень з камінням намагаються вживати заходів — доопрацювання шкури чи підкладання піни, а для надання ефекту непотоплюваності підкладають ємності (надувні камери тощо), то проти «незграбності» каркасної байдарки практично нічого неможливо вдіяти. Великі за розмірами каркасні байдарки не призначені для різких маневрів. Їхнє цільове призначення — рух у спокійній або навіть стоячій воді по відносно прямолінійній траєкторії.

### Надувні каяки
Надувні каяки — за конструкцією схожі на надувні човни, однак вони вужчі і довші.

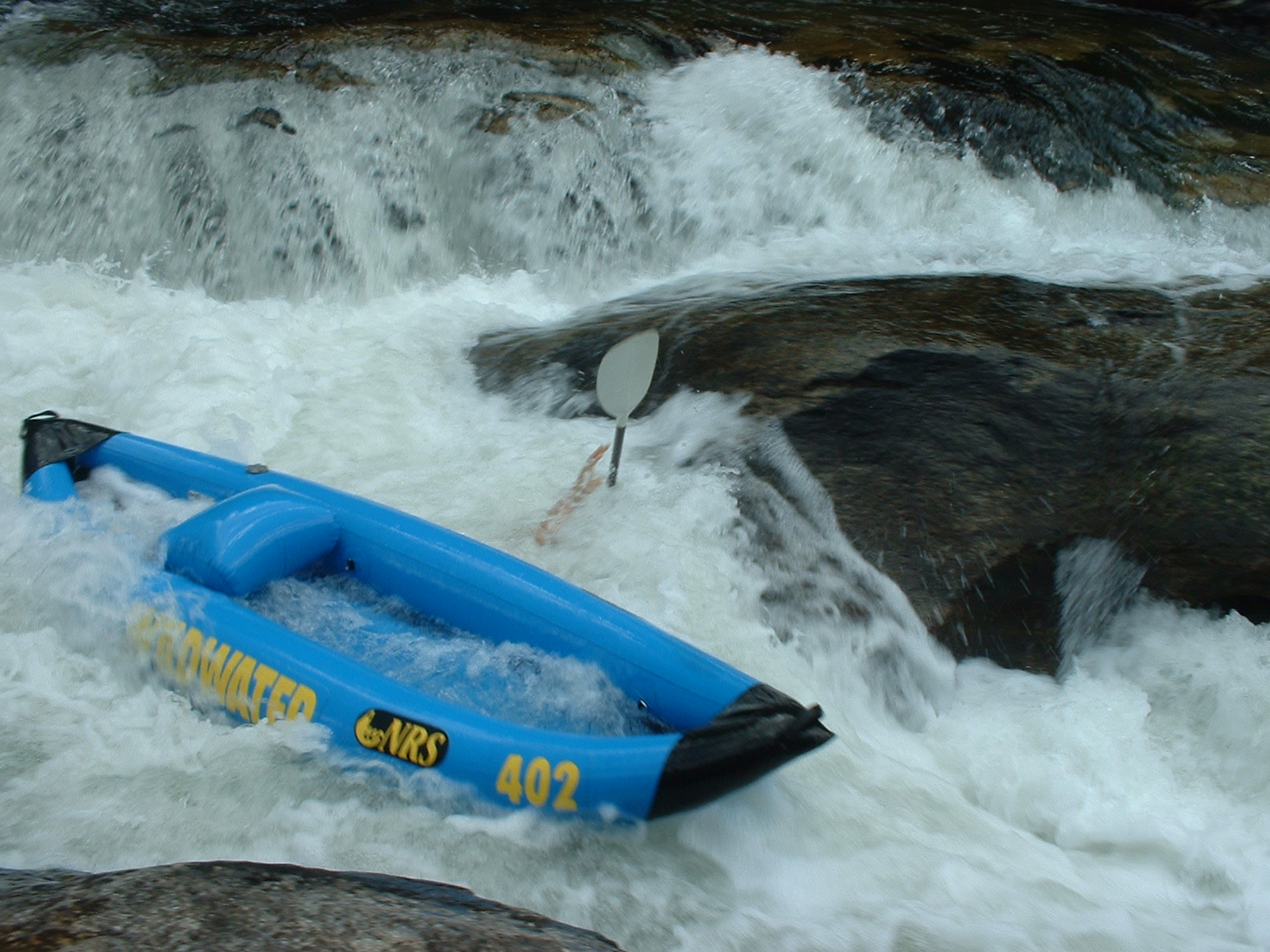
Надувний каяк

Загалом основним недоліком деяких надувних каяків є прогинання каяка в місці сидіння веслувальника під його власною вагою, що спричинює задирання носа та корми каяка. Особливо ця проблема може бути виражена в одномісних каяках, де сидіння розташоване посередині каяка. Для уникнення цього ефекту каяк повинен бути рівномірно навантажений по всій довжині.
Очевидною перевагою надувних каяків є їхня непотоплюваність, велика вантажопідйомність а також компактність у спущеному вигляді.

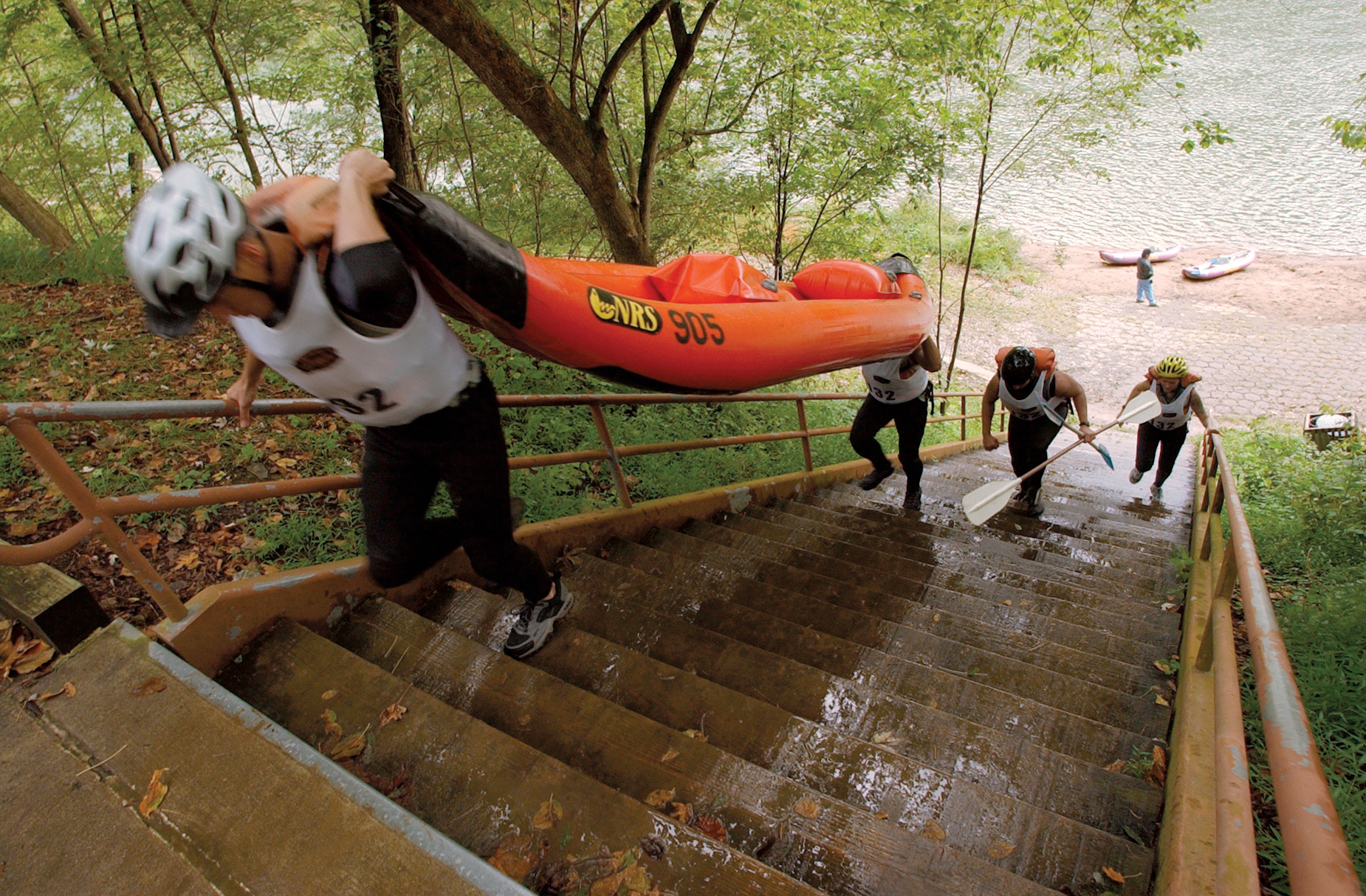
Надувний каяк

Серед недоліків можна виділити недовговічність — як і будь-які синтетичні матеріали, з яких виготовляються надувні човни, вони мають свій обмежений термін експлуатації. Також можливі прорізи або проколювання камер каяка. Дещо незручним може виявитися той факт, що в надувних каяках немає камер для зберігання речей, інколи вони можуть замінюватися кишенями, але все ж місця у них значно менше ніж у каркасних байдарок і нерозбірних каяків. Випускаються також моделі із дещо розширеним дном, але тоді такий каяк вже мало чим відрізняється від звичайного надувного човна.
Можуть виникати труднощі при використанні надувних каяків у вітряну погоду — надувний каяк доволі легкий і практично «лежить на воді», що спричинює до великої парусності, тому у вітряну погоду гребти на надувному каяку проти вітру вкрай важко, не говорячи вже про напрямок руху, який змінюється із напрямком поривів вітру.
Для стійкого прямолінійного руху на надувних каяках рекомендується використовувати стабілізатори типу стерно.
Також можливим є комбінування розкладного дна каяка з надувними бортами.

### Нерозбірні каяки

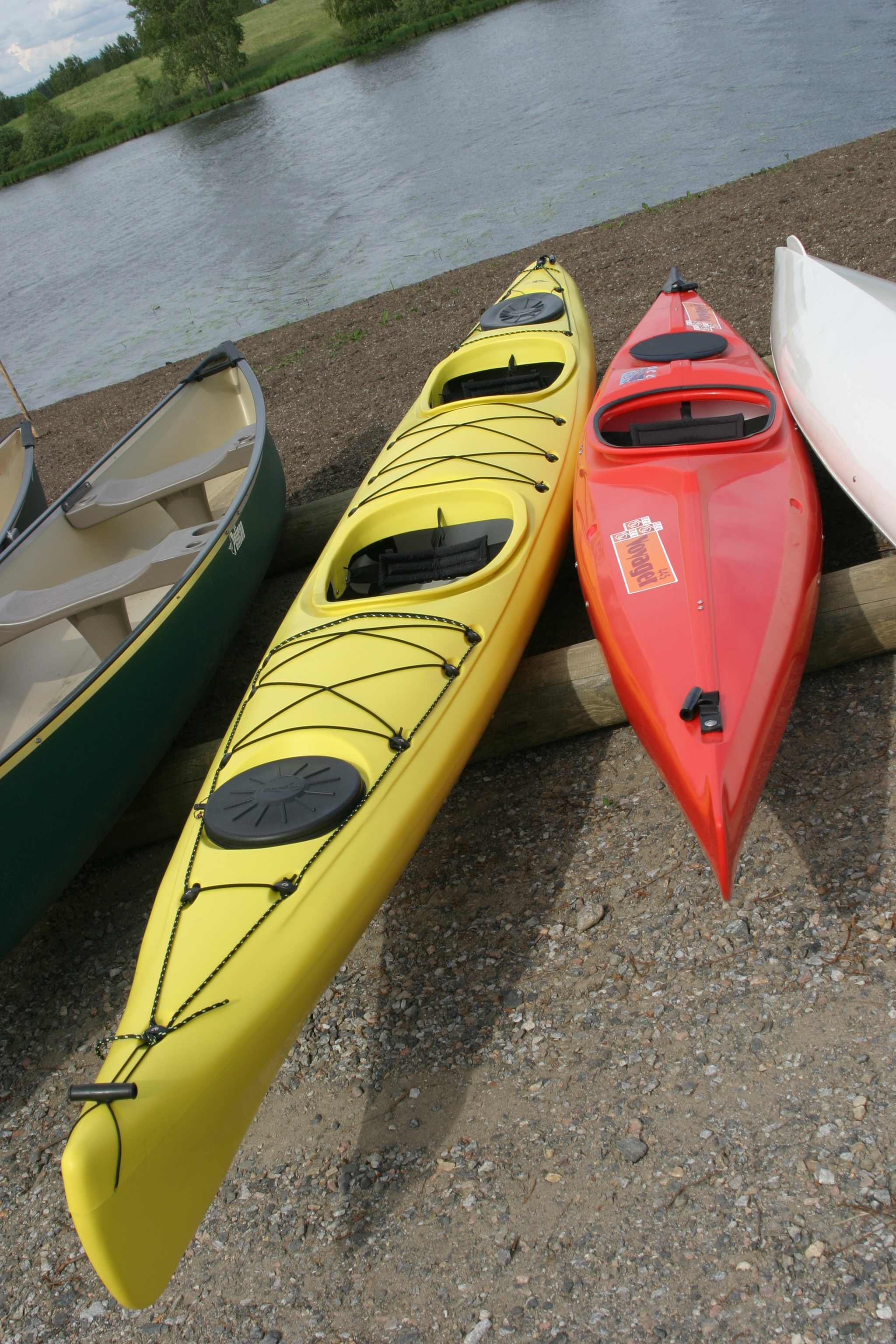
Сучасні нерозбірні каяки виготовлені з поліетилену

Нерозбірні каяки — маломірні судна, які відрізняються від усіх попередніх видів, в першу чергу, майже повністю закритим і суцільним корпусом. Наявний лише відносно невеликий отвір кокпіт де, розташоване сидіння веслувальника, і куди власне, сідає останній. В залежності від призначення каяку розміри можуть суттєво коливатися: від 2,5 м до 5 м і більше у довжину а також від 45-48 см до 70 см і більше у ширину.
Нерозбірні каяки sit-in виготовляються здебільшого з полімерних матеріалів, склополімерів, карбону, кевлару, поліетилену, композитних матеріалів, поліестеру та ін. На сьогоднішній день нерозбірні каяки є беззаперечними лідерами у світі каякінгу і саме вони спадають на думку, в першу чергу, при згадуванні слова «каяк».
Перевагами нерозбірних каяків (в першу чергу — пластикових) є їхня довговічність та зносостійкість. Сучасні полімерні матеріали можуть витримувати великі навантаження при різких ударах і зіткненнях з камінням, гострими ріжучими поверхнями (ракушняк, бите скло тощо), які залишають лише подряпини на міцному «тілі» каяка. Перевагою також є властивості матеріалів, з яких виготовлені сучасні каяки — це, в першу чергу, термоізоляція, а також т. зв. «пам'ять» — при сильних різких зіткненнях на корпусі каяка можуть виникати вм'ятини, для їх усунення достатньо просто поставити каяк на сонце і матеріал відновить свою форму — вм'ятини вирівняються.
Іншою суттєвою перевагою корпусних каяків є можливість використовувати масу усього тіла для керування каяком. Відносно вузький кокпіт у багатьох моделей каяків та жорсткий корпус каяка дозволяють передавати інерцію та рух усього тіла на корпус каяка, легше контролювати крен, здійснювати повороти, а у випадку перевертання — здійснювати т. зв. «ескімоський переворот» (eskimo roll) — тобто повертатися назад у попереднє положення над водою за допомогою певних рухів із використанням весла.

Виконання ескімоського перевороту

При правильно зробленому виборі каяка його можна використовувати в більшості вод без суттєвого зниження ходових характеристик, однак на практиці все ж є поділ, де саме характер водної стихії визначає основні характеристики каяка. Тому основне, що потрібно знати перед купівлею каяка — це води в яких Ви будете плавати на ньому.
Якщо коротко — морські та експедиційні каяки можна використовувати повсюдно, за винятком малих річок та бурхливої води через їх великі розміри, які в середньому становлять 4—5 м), що майже унеможливлює входження в різкі повороти та різкі стоки чи водоспади. У свою чергу каяки для білої води можна з успіхом використовувати для катання на морських хвилях, однак вони дещо незручні на спокійній воді, через короткий корпус, про що мова піде трохи далі. Є також категорія каяків, які можна вважати універсальними — це середні за розмірами, які поєднують певні характеристики як експедиційних морських каяків, так і каяків для білої води. Однак завжди треба пам'ятати, що від такого каяка не можна очікувати 100 % віддачі на бурхливій воді та в довготривалій експедиції морем.
Беззаперечними лідерами серед усіх каяків є поліетиленові (пластикові) каяки, виготовлені з різних видів поліетилену, переважно із застосуванням технології безшовного виготовлення — ротомолдингу — ротаційного формування виробу із пластмаси, що є доволі складним технологічним процесом. Також поряд з ротомолдингом застосовують два інші способи виготовлення каяків: формування під високим тиском (т. зв. технологія HTP, за цією технологією виробляють німецькі каяки Prijon) або склеювання двох листів пластику, яким попередньо надають відповідну форму верхньої та нижньої частин каяка (так виробляють каяки канадської фірми Pelican та ін.). Своєю популярністю пластикові каяки завдячують, у першу чергу, доступній ціні та зносостійкості матеріалів.
Поряд з цим сьогодні також виготовляються дерев'яні каяки (переважно з тонких планок із кедрового дерева), які можуть бути справжніми витворами мистецтва. Процес виготовлення таких каяків є доволі тривалим, вони можуть бути інкрустовані орнаментом і, відповідно, коштують значно дорожче за звичні пластикові чи полімерні аналоги. Дерев'яні каяки значно легші за пластикові аналоги такого ж розміру, однак вони менш стійкі до зношування та механічних пошкоджень, також іноді трапляється розсихання та утворення щілин. Класичні дерев'яні каяки переважно виготовляють у США та Канаді. Середня вартість таких каяків ручної роботи коливається в межах 4000-8000 доларів США а каяки ручної роботи відомих майстрів можуть сягати 22000$. Також продаються набори комплектуючих (до 1500$), з яких кожен охочий може зібрати каяк самостійно.

## Каяки Sit-On-Top

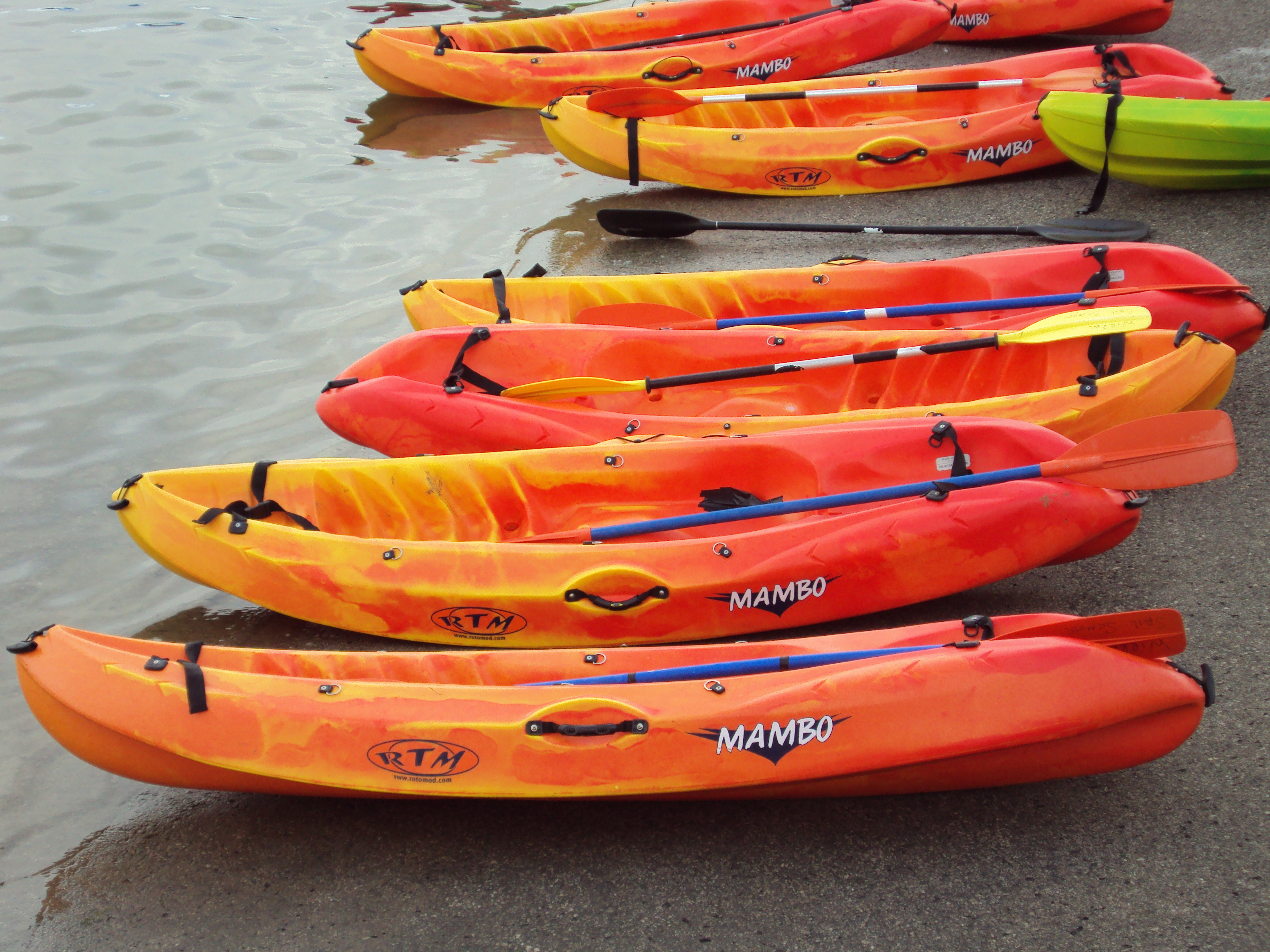
Каяки типу Sit-On-Top

Каяки Sit-on-top становлять цілу групу каяків основним призначенням яких є, в першу чергу, активний відпочинок на воді. Це доволі новий напрям в каякінгу, однак він дуже стрімко розвивається. Багато людей віддають перевагу саме каякам sit-on-top через легкість та зручність у використанні, а також через вищий рівень безпеки — у випадку перевертання каяка гребець просто випадає з нього у воду, а не залишається у каяку занурений у воду вниз головою, як це трапляється у випадку з перевертанням каяків типу sit-in, особливо якщо гребець також використовує «юбку» для захисту від потрапляння води у кокпіт, якщо ж юбки немає, то при перевертанні каяка кокпіт швидко заповнюється водою і в більшості випадків доводиться вплав відтягувати каяк до берега, перевертати його, зливати воду, потім відкривати дренажний клапан з одного кінця каяка, підносити вгору інший кінець каяка щоб вода витекла, закривати дренажний клапан і заново сідати у каяк та відчалювати від берега. Саме тому при використанні каяків типу sit-in, необхідно освоїти техніку виконання т. зв. «ескімоського перевороту» (Eskimo roll). Якщо ж ви обрали каяк sit-on-top тоді Вам не потрібно робити жодних переворотів, ви просто залазите назад у каяк, а точніше — НА каяк, адже це sit-ON-top.
Лінійка моделей каяків sit-on-top дуже різноманітна починаючи від невеликих і майже пласких одномісних і закінчуючи 4-місними каяками та каяками для риболовлі, які можуть використовувати з успіхом як у стоячій воді, так і на швидких чи великих і повільних ріках або на морі.
Щодо недоліків та переваг цього класу каяків можна виділити наступне:
Переваги каяків типу SIT-ON-TOP
- Простота у використанні.
- Добре підходять для новачків (дуже висока первинна стабільність у більшості моделей).
- Легкість при необхідності самодопомоги та самопорятунку.
- Простіші у зберіганні.
- Не потрібно додатково купувати юбку.
- Відносно легка вага.
- Забезпечують значно більше місця для зберігання речей (герметичних речових мішків, контейнерів тощо).
- Можуть бути мультифункціональними (для рибалки і для дайвінгу, наприклад).
- Мають чудову первинну стабільність.
- Високе сидіння забезпечує чудову оглядовість.
- Зазвичай значно дешевші аніж каяки SIT-IN.
- Найкраще підходять для людей з обмеженою рухливістю.

Недоліки каяків SIT-ON-TOP
- Відкритість до зовнішніх чинників. Виникає багато незручностей за поганої, особливо — дощової погоди. Звідси — дещо обмежений діапазон використання каяку протягом року.
- Багато власників каяків sit-on-top стверджують, що ці каяки є «мокрими» — нижня частина тіла веслувальника за будь-яких умов буде мокрою. А ноги — практично увесь час будуть у «калюжі» води, яка збирається у кокпіті. Для вирішення цієї проблеми більшість моделей мають дренажні отвори, які можна закривати спеціальними пробками, однак (зі слів власників каяків) вони не надто допомагають. Саме через це SIT-ON-TOP можна сміло назвати літнім каяком.
- Оскільки кокпіт каяка є повністю відкритим, то попадання бризок води у кокпіт при звичайних умовах експлуатації є нормою. При використанні каяків SIT-ON-TOP у прохолодних водах необхідно одягати спеціальний гідрокостюм, який забезпечить від переохолодження нижньої частини тіла.
- Ранньою весною та восени використання таких каяків обмежене температурою води, не говорячи вже про те, що взимку плавання на SIT-ON-TOP є просто екстремальним.
- Якщо Ви багато плаваєте влітку на каяку SIT-ON-TOP то Вам треба приділити особливу увагу вашим ногам, оскільки вони будуть постійно під відкритим сонцем і отримати сонячні опіки дуже легко.
- Дуже важко (але все ж можливо) зробити ескімоський переворот залишаючись при цьому у каяку. (хоча багато людей обирають саме SIT-ON-TOP щоб уникати необхідності виконання ескімоського перевороту).
- Для відчуття комфорту при довших мандрівках необхідно докуповувати регульовані сидіння з високою спинкою та спеціальні ремені для ніг.
- Як і класичні пластикові каяки SIT-IN, каяки SIT-ON-TOP доволі великі за розмірами, тому слід попередньо вирішити де Ви будете зберігати свій каяк і як транспортувати його до води. (у більшості випадків наявність гаражу та автомобіля вирішує ці проблеми, усі каяки рекомендують зберігати у підвішеному стані паралельно до підлоги та дном до стіни).
- Центр тяжіння каякера, який сидить в каяку SIT-ON-TOP знаходиться дещо вище рівня води, на відміну від каяків SIT-IN. Оскільки це може спричинити до втрати стабільності каяка — їх роблять ширшими за каяки SIT-IN такої ж довжини, що у свою чергу вимагає використання довшого весла для кращого керування та ефективнішої греблі.
- Каяки типу SIT-ON-TOP є ширшими, а тому — повільнішими за каяки SIT-IN.

Ось коротке порівняння можливостей SIT-IN та SIT-ON-TOP:
SIT-ON-TOP
- Стабільність зазвичай значно вища аніж у SIT-IN
- Відносно легко сідати у каяк та виходити з нього (в тому числі і на воді)
- Повна свобода рухів у каяку
- Багато місця для зберігання речей, які легко дістати
- Найкраще підходять для рибалки та дайвінгу
- Уразливість перед зовнішніми чинниками (сонце, вітер, дощ тощо)
- Уразливість перед захльостуванням хвиль та попаданням постійних бризок від весла
- Повільніші та дещо важчі у веслуванні аніж каяки SIT-IN.
- Нижня частина тіла буде постійно мокра від сидіння в маленькій кількості води.

SIT-IN
- Швидші та легші в керуванні за більшість sit-on-top
- Ви залишаєтеся відносно сухими
- Захист від зовнішніх чинників (сонце, вітер, дощ тощо)
- Спроектовані для подолання довгих відстаней
- Місця для зберігання речей сухими
- Найкраще підходять для денних мандрівок та подорожей
- Можуть виникати труднощі із посадкою у човен та висадкою із човна (особливо у воді)
- У більшості випадків — невеликі кокпіти
- Якщо використовуються на бурхливій воді чи у морі — необхідно використовувати юбку
- Положення тіла є відносно сталим і ви не можете його змінювати
- У гарячу пору в каяку SIT-IN може бути жарко, особливо під палубою, коли використовується юбка.
- Мінімальний доступ до речей, які розміщені позаду вас і відсутній доступ до речей, що в герметичних камерах, коли ви перебуваєте на воді.

Як бачимо, є свої переваги і недоліки у кожного з типів каяків. У багатьох випадках вибір каяка повинен базуватися від того де і як Ви будете його використовувати. Наприклад — якщо Ви будете рибалити 90 % часу і 10 % — мандрувати, обирайте — SIT-ON-TOP. Якщо ви хочете 90 % часу витрачати на прогулянки та мандрівки — обирайте SIT-IN.
На завершення ще раз порівняємо та узагальнимо можливості каяків обох типів:
Каяки SIT-IN, як правило, мають ефективніший дизайн, вони часто довші та вужчі, що робить їх легшими і швидшими. У випадку із SIT-IN, як випливає з назви, ви сидите у човні і трохи нижче рівня води. Майже всі SIT-IN мають підняті ободки навколо кокпіту, де можна прикріпити юбку для герметизації вас і човна. Це дозволяє вберегти човен від попадання води і дозволяє вам плавати протягом усіх чотирьох сезонів, оскільки ви залишатиметеся сухими і відносно у теплі. Більшість каяків SIT-IN також мають герметичні камери для зберігання устаткування в сухості. Більшість людей, коли вони думають про каяк, вони думають саме про каяки в стилі SIT-IN. Зазвичай у кокпіт каяку типу SIT-IN (окрім рекреаційних каяків із великим кокпітом) важко помістити щось довше аніж ваша рука і не зовсім зручно діставати речі звідти перебуваючи на воді. Якщо Ви вилізли з каяка типу SIT-IN будучи на воді, то Вам навряд чи вдасться залізти назад у кокпіт з води, звісно якщо у Вас немає спеціального досвіду та Ви не володієте спеціальними знаннями як це зробити.
Каяки SIT-ON-TOP є відносними новачками в сфері каякінгу. Тут, як випливає з назви, каяка ви «сидите-на-верху». SIT-ON-TOP дуже популярні серед тих, хто любить серфінг або порибалити, оскільки з них дуже легко вибратися та залізти назад із води, змінити положення, пересунутися, повернутися тощо. SIT-ON-TOP також зазвичай дуже стабільні, а на деяких з них ви можете спокійно стояти. Щоб отримати цю стабільність SIT-ON-TOP короткі і широкі, що робить їх менш ефективними на великі відстані і повільнішими, ніж каяки SIT-IN. Коли вода потрапляє у SIT-ON-TOP, вона буде виходити з отворів у нижній частині, тому немає необхідності у тому щоб вичерпувати воду і можна не турбуватися про затоплення човна.
Взагалі, важко порівнювати два класи каяків які були вигадані для абсолютно різних цілей і в абсолютно різних кінцях світу. Закриті каяки SIT-IN були винайдені ескімосами в північній частині нашої планети для мисливського промислу (детальніше про це читайте в розділі (Історія каякінгу), в той час як каяки SIT-ON-TOP були вигадані виключно для розваги та катання на високих морських хвилях і не мали на меті зберегти веслувальника в сухості і теплі. Вони набули великої популярності на Гаваях.
Однак завжди треба пам'ятати, що те, що вважається слабким місцем для одного каякера може бути сильною стороною для іншого.

### Каяки для рибалки

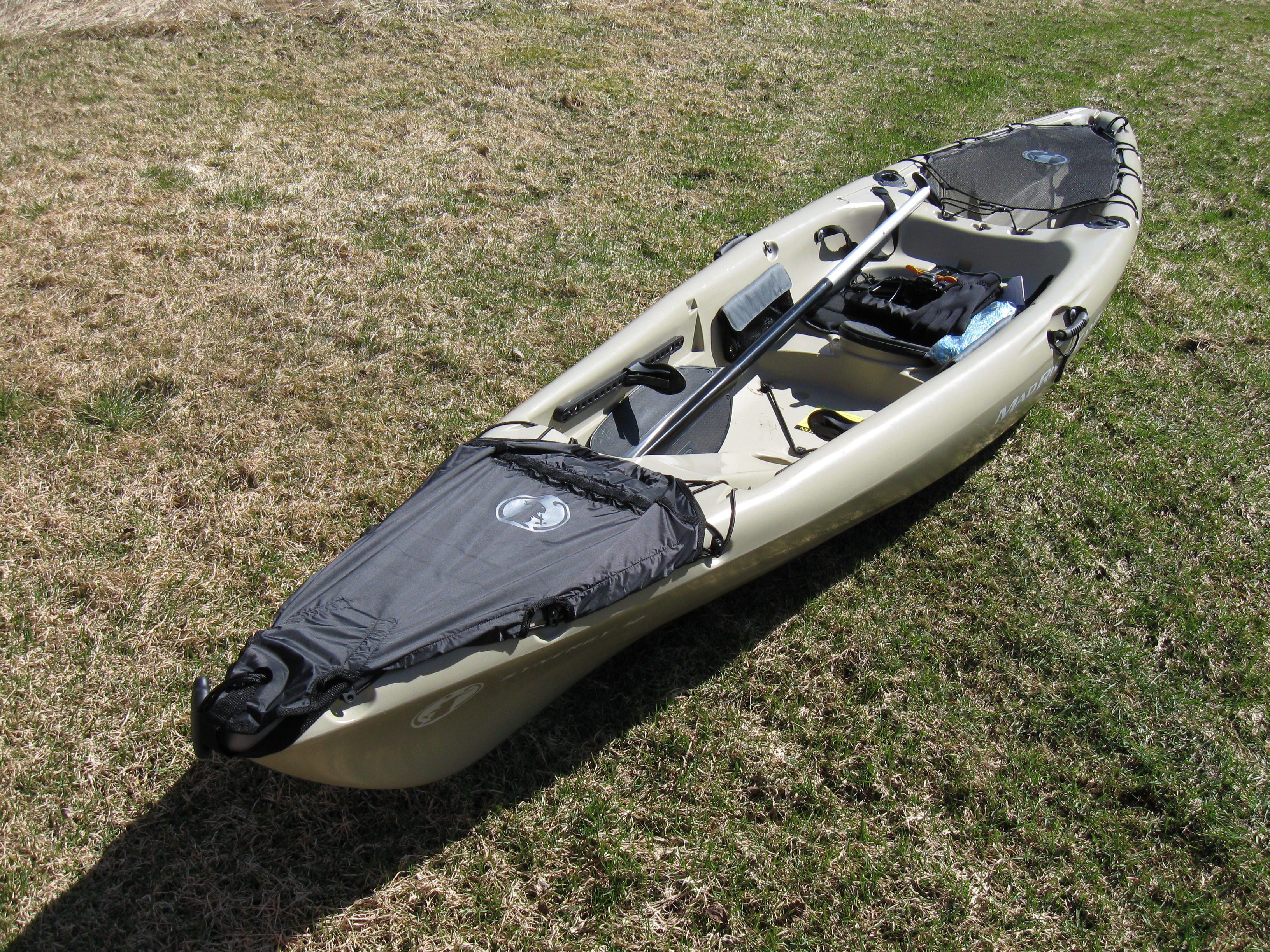
Каяк типу sit-on-top для рибалки

Каяки для рибалки в основній масі створюються на базі каяків Sit-On-Top а також на базі каяків із педальним приводом, рідше — на базі каяків Sit-In 
Основною відмінністю каяків для рибалки є наявність додаткового обладнання для зручностей під час риболовлі.
Каяки для рибалки обладнуються тримачами для вудилищ, герметичними камерами або навіть контейнерами для зберігання живої риби або наживки.
Також каяки для рибалки часто комплектуються спеціальними захватами для коробок із приманками.
Часто може використовуватися невеликий якір або система керування каяком із використанням стерна.

### Каяки для серфінгу
Характерною особливістю серфінгових каяків є невеликі розміри — приблизно до 3 м, пласке дно та плаский задертий угору ніс. Основне призначення таких каяків — розвага, катання на високих морських хвилях.
Більш придатними для серфінгу є моделі типу Sit-On-Top.

### Каяки з педальним приводом
Каяки з педальним приводом є доволі новим, напрямком в сфері каякінгу, а якщо взяти до уваги той факт, що людство використовує каяки вже понад 2000 років, то цей винахід можна сміло назвати революційним. 

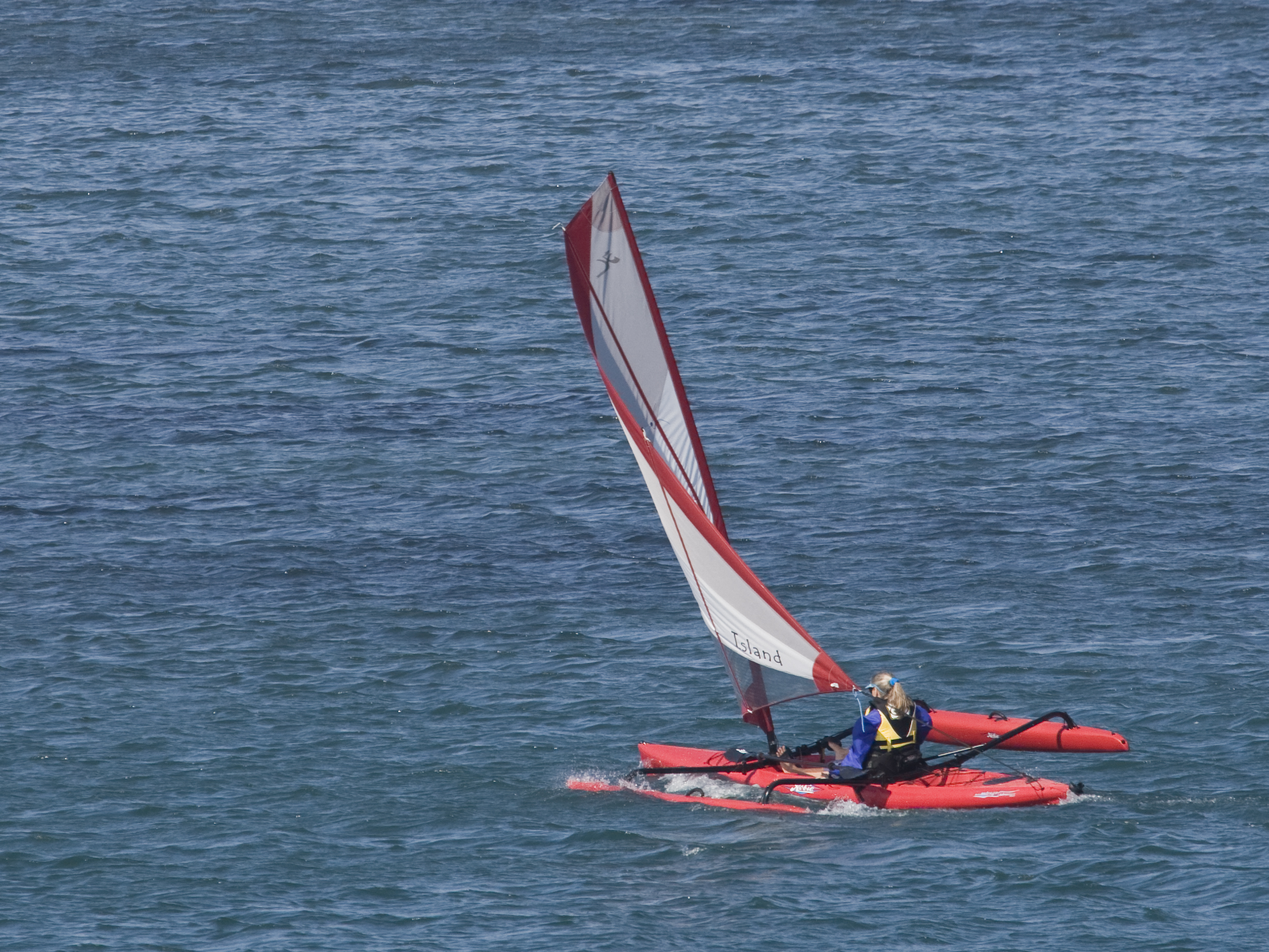
Вітрильний каяк-тримаран з педальним приводом від компанії Hobie

Педальним привід для каяків було винайдено в середині 90-х років та названо «Mirage Drive». Журнал Popular Science у 1998 році назвав цей винахід найкращим винаходом року. Цей винахід захищений патентом, а тому компанія Hobie фактично є світовим монополістом у виробництві таких каяків.
Як це працює?
Принцип роботи педальних каяків полягає у використанні 2-х «плавників», які виготовлені з еластичного пружного матеріалу та приводяться у рух педалями. «Плавники», які розташовані під днищем каяка поперемінно рухаються один навпроти одного створюючи потік води і «штовхають» каяк, на зразок того як пінгвіни плавають під водою. Власне, даний винахід виник на основі вивчення принципу роботи плавників пінгвінів та плавників тунця.

## Види каякінгу
В залежності від призначення каяка та вод, в яких використовуються каяки, прийнято виділяти такі основні види каякінгу:

### Рекреаційний каякінг

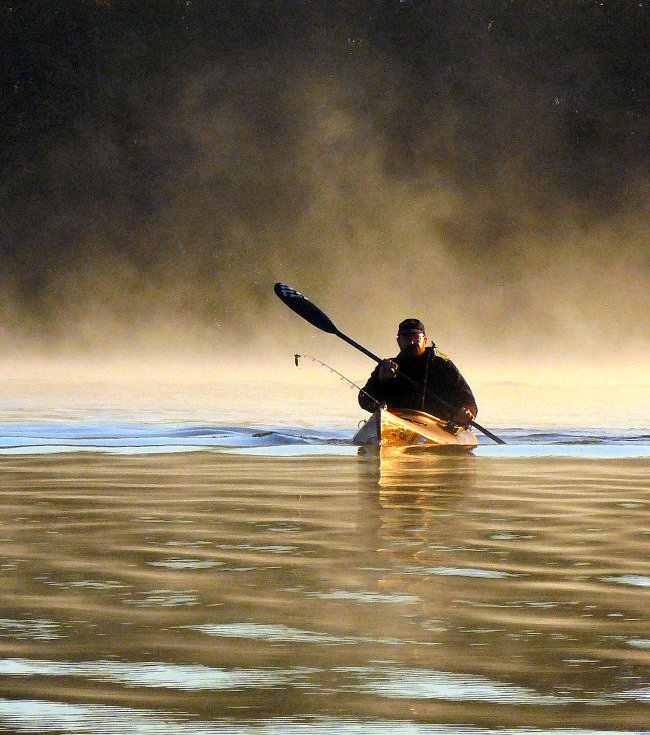
Прогулянку на каяку.

Характеризується використанням ширших каяків середньої довжини, які часто бувають 2- і навіть 3-місними, зазвичай 3-тє місце передбачене для дитини. Рекреаційні каяки вирізняються в першу чергу широким корпусом та великим кокпітом. Їхнє головне призначення — короткий активний відпочинок на воді. Відносним недоліком можна назвати погану лінійну керованість деяких рекреаційних каяків, при недостатніх навичках техніки греблі, каяком може «кидати» в сторони (каяк ніби пливе зигзагом). Для виправлення цього «дефекту» рекомендуємо використовувати стерно, яке значно полегшує керування каяком. Перевагою рекреаційних каяків є їхня висока стійкість на воді а також великий і просторий кокпіт, що надає волю ногам, коліна не впираються об палубу каяка, що характерно для морських та деяких туристичних (турінгових) каяків. Каяки рекреаційного класу ідеально підходять для сімейного відпочинку, вони місткі, часто обладнані герметичною камерою для зберігання речей, не надто довгі і стійкі на воді. Здебільшого вони розраховані на короткі запливи.

### Туристичний каякінг
або, як його ще називають — «турінговий» каякінг, від англ. touring — що можна перекласти як «мандрувати». Турінгові каяки це каяки, які можуть використовуватися чи не найширше. Вони поєднують у собі стабільність і комфорт рекреаційних каяків, лінійну керованість та швидкість морських (експедиційних) каяків. Турінгові каяки здебільшого розраховані на триваліші подорожі, одно-дводенні запливи, переважно обладнані одним-двома герметичними відсіками для зберігання речей, продуктів та води. На таких каяках додатково може бути встановлене стерно, яким керують (повертають) ногами за допомогою педалей.
Більшість сучасних турінгових каяків мають зручне м'яке регульоване сидіння з високою спинкою, корпус обтягнений еластичною сіткою та шнуром по периметру каяка, що дозволяє ухопитися за каяк у випадку перевертання, коли каякер знаходиться за бортом. Турінгові каяки здебільшого призначені тільки для одного веслувальника, хоча є моделі і для двох гребців.

### Екстремальний каякінг (white water)

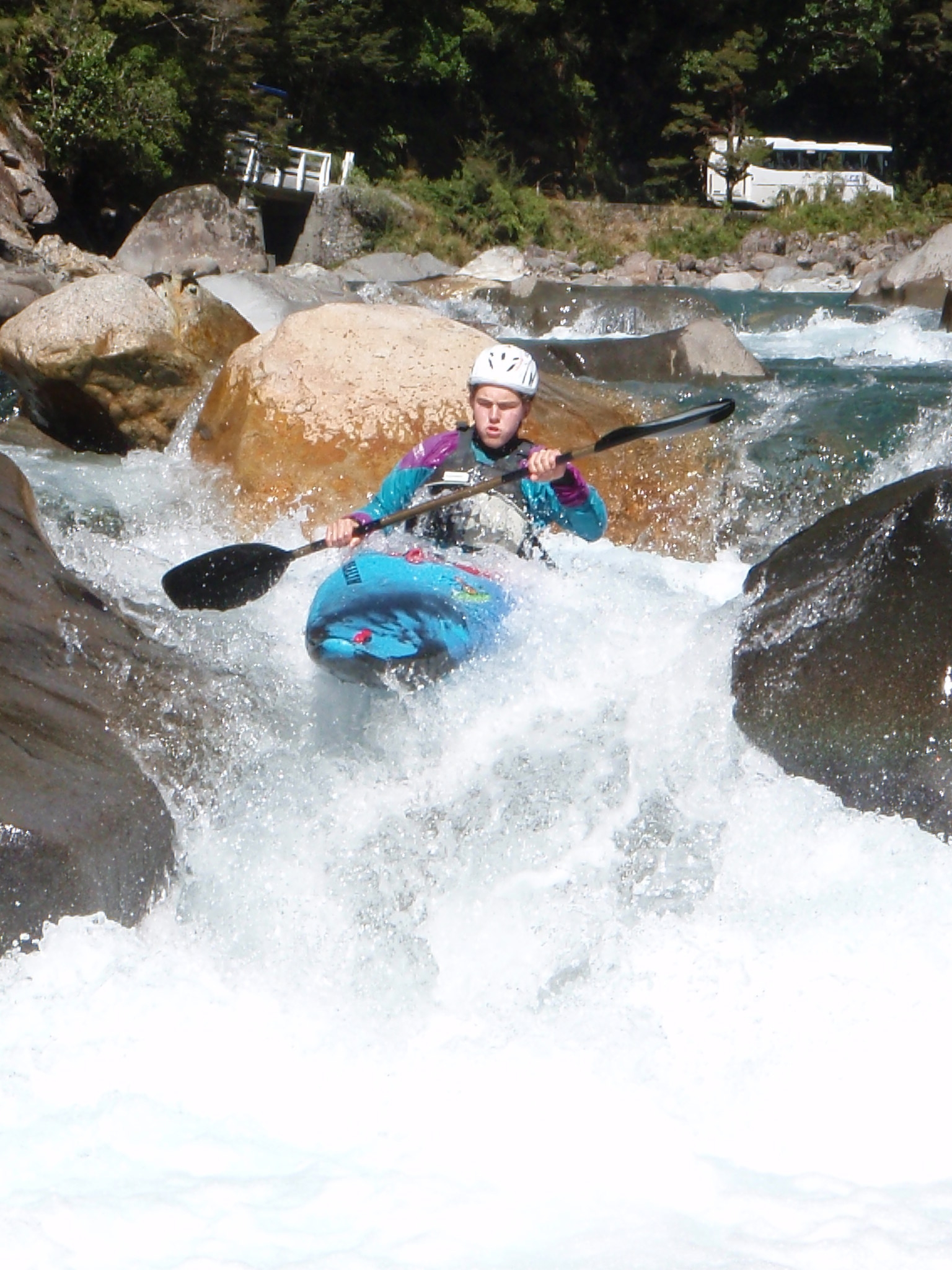
Каяк типу white water

Відомий також як «бурноводинг». Основною відмінністю каяків типу whitewater є короткий корпус в середньому від 2,5 м до 3,5 м, який може мати загострений ніс та зрізану корму. Такі каяки призначені в першу чергу для проходження гірських річок та порогів найвищої складності.

### Морський каякінг
За рівнем екстриму мало чим поступається каякінгу на білій воді (бурноводінгу). Щоправда тут ставляться зовсім інші цілі і інші вимоги до каяка. Перше, що вирізняє морський каяк з когорти інших — це великі розміри і загострені та задерті вгору ніс та кормова частина.

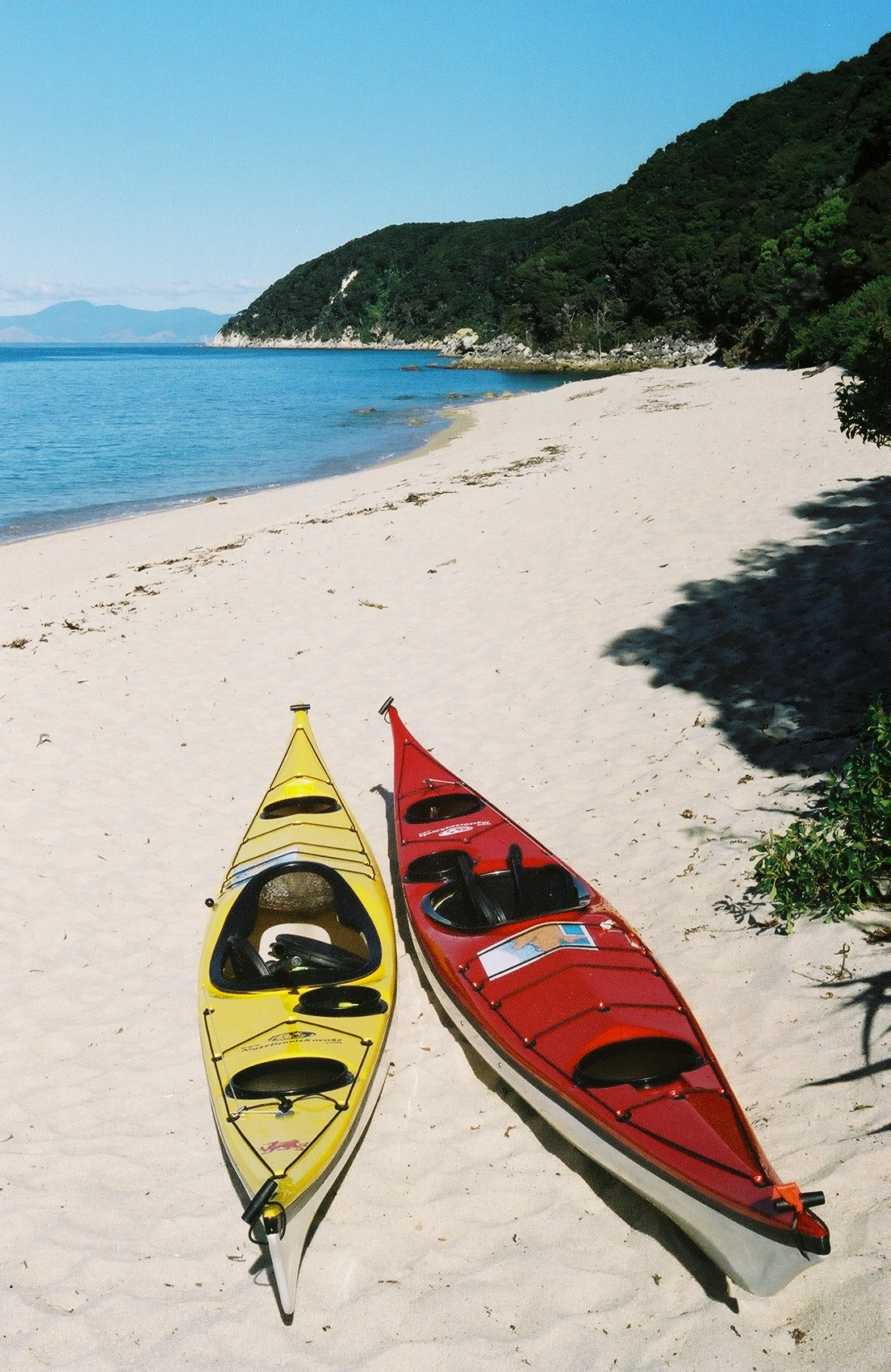
Морські експедиційні каяки

Така будова каяка спеціально пристосована для розрізання високих морських хвиль і щоб вода щоразу не заливала кокпіт каяка. Основними вимогами, які ставляться до морського каяка є його «вміння» боротися з хвилями, керованість та непотоплюваність. Різновидом морських каяків можна назвати експедиційні каяки, які також ще називають океанічними. Їх вирізняють великі місткі відсіки, які герметично закриваються, іноді їх кількість може сягати 4-х. Також на таких каяках встановлюють стерно, еластичні сітки для утримання предметів, канат по периметру борта каяка, може бути також спеціальне місце для установлення GPS-приймача. Для подорожей у холодних водах каяки виготовляють із спеціальних термоізолюючих матеріалів, які дозволяють вберегтися від переохолодження. Усі сучасні експедиційні каяки мають герметичні камери, які відокремлені і повністю ізольовані. Це дає змогу підвищити плавучість каяка та зробити його непотоплюваним за будь-яких умов.

### Серфінг на каяках
Останнім часом набули поширення спеціалізовані каяки для серфінгу. Часто вони нагадують собою дошку для серфінгу і є ніби поєднанням каяка та дошки для серфінгу. Як і решта каяків каяки для серфінгу бувають двох типів: sit-on-top та sit-in.

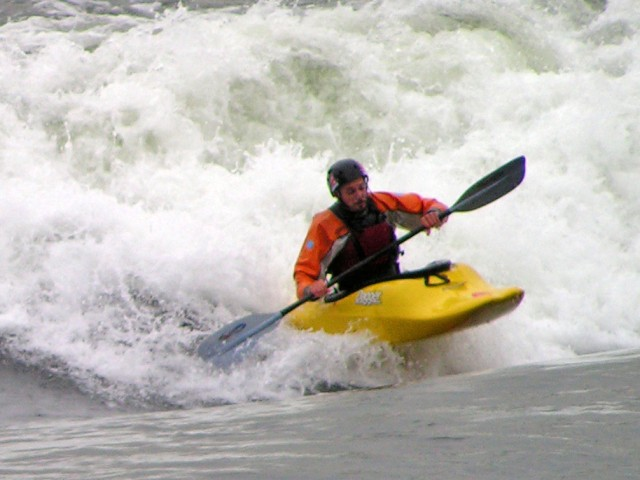
Серфінг на каяку

Яскравим представником цього напрямку в каякінгу є модель Five-O Surf від англійської фірми-виробника каяків Perception. Часто на таких каяках може бути встановлений стабілізатор (fin) як на дошках для серфінгу.
Для серфінгу з великим успіхом можуть використовуватися також каяки класу white water тобто каяки для бурноводингу, а також звичніші каяки Sit-On-Top невеликих розмірів, що дозволяє виконувати різкі маневри при катанні на хвилях.

### Слаломний каякінг
На відміну від усіх попередніх видів екстремального каякінгу, які на сьогоднішній день є виключно розвагою та хобі для багатьох людей слаломний каякінг є професійним видом спорту (гребний слалом на каяках та каное). 1972 року гребний слалом вперше було внесено до програми Олімпійських ігор, однак змагання з цього виду спорту відтоді не проводилися на олімпійській арені аж до 1992 року, і вже з цього моменту — гребний слалом став частиною Олімпійських ігор, що у свою чергу передбачає жорстку регламентацію щодо екіпірування (вага та розміри каяків чітко регламентовані), наявність чітких правил, проведення регулярних змагань та ін.

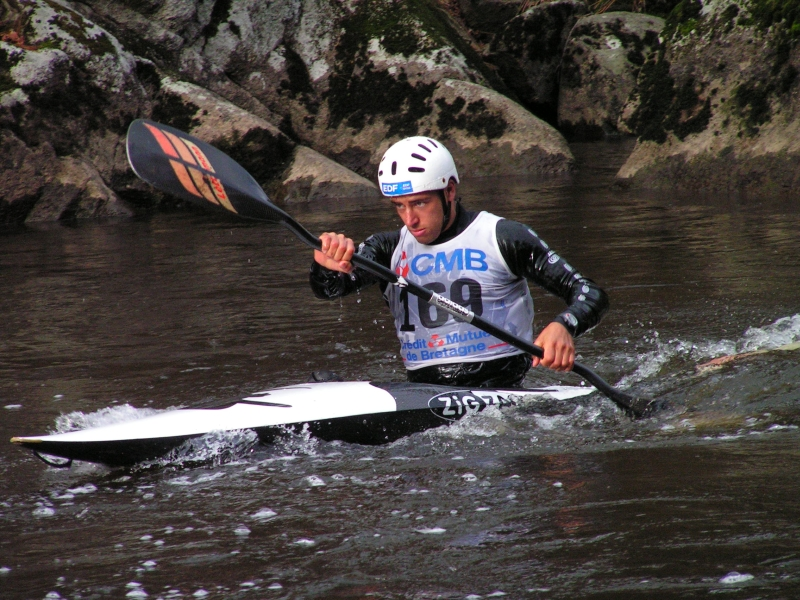
Каяк для гребного слалому

На слаломних каяках суворо заборонено встановлювати та використовувати будь-які стабілізатори. Для проведення змагань з гребного слалому навіть будують цілі комплекси із штучними руслами та перешкодами відповідного рівня складності. (На фото зліва — комплекс для гребного слалому на Олімпійських іграх в Пекіні у 2008-му році).
Суть слаломного каякінгу полягає в проходженні позначеної траси (між «воротами») у вируючому потоці води за мінімальний проміжок часу, при цьому не дозволяється пропускати «ворота» або торкатися рамки «воріт». Слалом, мабуть, єдиний близький до бурноводингу вид каячного спорту. Слаломна техніка є основою при заняттях будь-якими видами каякінгу на бурхливій воді, недарма переважна більшість найкращих екстремальних та родео каякерів — це колишні слаломісти. Також виділяють родео, на відміну від слалому для занять родео необхідна не лише віртуозна техніка, але також і внесення елементів гри. Фрістайл на каяку — це виконання різноманітних трюків на човні за рахунок особливостей рельєфу річки. Елементи зазвичай виконуються у бочці — ділянці пінної протитечії за зливом або на валу — стоячій хвилі в руслі. Існує багато елементів (фігур), від найпростіших, які доступні новачкам, до надскладних, які можуть виконати одиниці. Родео — належить до видів каякінгу, який розвивається найбільш динамічно, щороку вигадують нові фігури та з'являються нові каяки, які полегшують їх виконання. Регулярно проводяться змагання різного рівня, від місцевих, де може взяти участь будь-який охочий, до чемпіонатів Європи та світу.

## Правила безпеки при занятті каякінгом

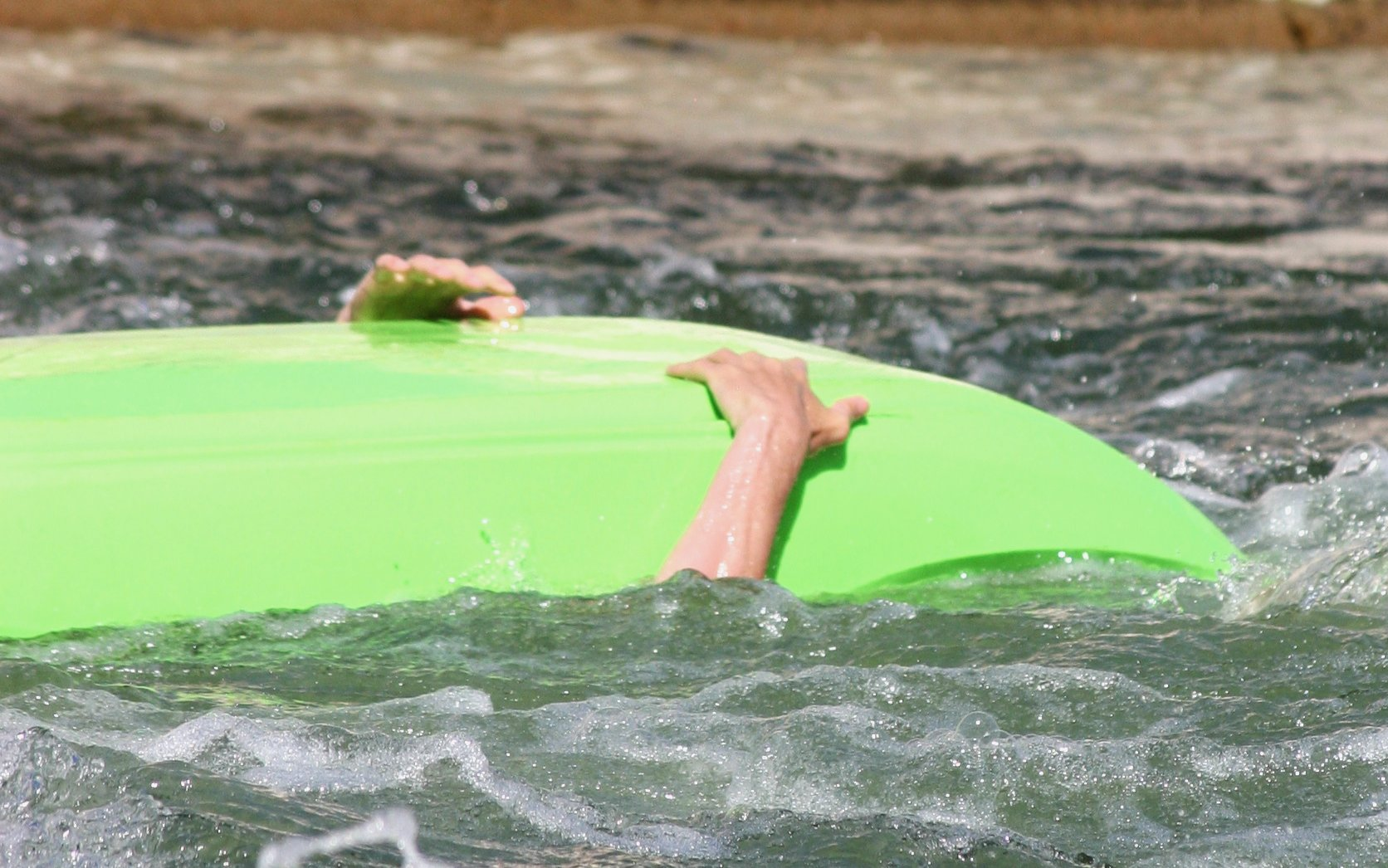
Слід завжди одягати жилет

1. незалежно від того наскільки стійкий човен — завжди слід одягати рятувальний жилет, особливо при плаванні в холодну пору року або у холодній воді.
2. Не слід нехтувати жилетом у спекотну пору року. Раптове попадання у воду з розігрітого каяка може спричинити судоми.
3. Жилет повинен бути вільним і не сковувати рухів. За змогою бажано використовувати спеціальні жилети для каякінгу.
4. Завжди слід одягати захисний шолом! Адже виходячи з каяка, можна посковзнутися на каменях або на бетонних плитах та серйозно травмуватися.
5. Слід завжди бути готовим до потрапляння за борт каяка, незалежно від того, чи це sit-in чи sit-on-top!
6. Краще одягати легкий термоізолюючий одяг, який не буде сковувати рухи та дозволить спокійно допливти до берега.
7. Використовуючи страхувальний шнур для весла, не можна прив'язувати шнур до себе, а також у жодному випадку не слід прив'язуватись страхувальним шнуром до човна.
8. Для каякерів, які займаються сплавами на бурхливій воді, обов'язковим атрибутом є рятувальний шнур, який можна кинути своєму другу, який потрапив у біду.

Міжнародні асоціації каякерів та провідні виробники товарів для каякінгу радять не плавати наодинці. Завжди слід плавати з компанією.
Дотримання цих простих правил допомагає уникнути неприємностей, насолодитися прогулянкою каяком і безпечно повернутися додому.

## Каякерські клуби в Україні
Станом на початок 2015 року в Україні діє більше десяти сучасних каякерських клубів, які об'єднують любителів морського, туристичного та White-Water каякінгу. Зазвичай, українські клуби з сучасного каякінгу створюються довкола пунктів прокату каяків. Найбільшою партнерською мережею прокатів каяків в Україні на сьогодні є мережа «Каяк-Каное Центр [Архівовано 9 Березня 2011 у Wayback Machine.]», яка охоплює такі міста як Київ, Запоріжжя, Дніпропетровськ, Харків, Донецьк, Одеса, Ізмаїл, Херсон, Ворохта (сплави на річках в Карпатах), Тернопіль, Суми та ін.